# Ricardo Cipicchia
Ricardo Cipicchia (Roma, 1885 - São Paulo, 1969) foi um escultor, pintor e crítico de arte italiano, radicado no Brasil. Chegou ainda criança a São Paulo, onde cursou o Liceu de Artes e Ofícios. Data de 1939 sua primeira exposição individual, no Rio de Janeiro. Cinco anos mais tarde obteve a grande medalha de ouro no Salão Paulista de Belas Artes.
Em seu trabalho, destacam-se esculturas, representando situações populares, espalhadas em São Paulo. São exemplo: O índio e o tamanduá, Contando a féria e A pega do porco.

## Lista de obras
| imagem | Título               | Data | Material         | Tema                          | Categoria no Commons | Referência                                     |
| ------ | -------------------- | ---- | ---------------- | ----------------------------- | -------------------- | ---------------------------------------------- |
|        | A pega do porco      |      | bronze alvenaria | porco doméstico criança       | A Pega do Porco      | pega_do_porco_ou_porco_ensebado                |
|        | Acabou a greve       |      | bronze granito   |                               | Acabou a Greve       |                                                |
|        | O Ferroviário        |      | granito bronze   |                               |                      | ferroviarios                                   |
|        | Contando a féria     | 1950 | bronze granito   | engraxate vendedor de jornais | Contando a Féria     | contando_a_feria_ou_o_engraxate_e_o_jornaleiro |
|        | O índio e o tamanduá | 1940 | granito bronze   | homem Tamanduá-bandeira       | O Índio e o Tamanduá | o_indio_e_o_tamandua                           |
|        | O Pescador           | 1941 |                  |                               | O Pescador (Santos)  |                                                |